# Caroxazone
Caroxazone (Surodil, Timostenil) là thuốc chống trầm cảm trước đây được sử dụng để điều trị trầm cảm nhưng hiện không còn được bán trên thị trường. Nó hoạt động như một chất ức chế monoamin oxydase có thể đảo ngược (RIMA) của cả hai phân nhóm MAO-A và MAO-B, với ưu tiên gấp năm lần cho loại thứ hai.

## Tổng hợp

Tổng hợp caroxazone:

Tổng hợp bắt đầu bằng cách khử hóa salicylaldehyd và glycinamide để cho 3. Quá trình tổng hợp được hoàn thành bằng phản ứng với phosgene và NaHCO3.